# 広島市立五日市観音中学校
広島市立五日市観音中学校（ひろしましりついつかいちかんのんちゅうがっこう）は、広島県広島市佐伯区坪井三丁目にある公立中学校。

## 沿革
- 1985年（昭和60年）4月1日 - 広島市立五日市中学校より分離され設立。

## 校区
- 広島市立五日市観音西小学校の校区
  - 倉重一丁目、倉重二丁目、観音台一丁目〜観音台四丁目、千同三丁目、坪井二丁目、坪井三丁目、三宅五丁目、三宅六丁目、三宅町
- 広島市立五日市観音小学校の校区
  - 千同一丁目、千同二丁目、坪井一丁目、三宅一丁目〜三宅四丁目、屋代一丁目〜屋代三丁目、三筋一丁目〜三筋三丁目

## 部活動

### 運動部
- 野球部
- サッカー部
- 剣道部
- 卓球部
- バレーボール部
- 陸上部
- テニス部（男子）
- テニス部（女子）
- バスケットボール部（男子）
- バスケットボール部（女子）

### 文化部
- 家庭科部
- 美術部
- 吹奏楽部

## アクセス
- JR山陽本線 五日市駅下車
- 広島電鉄宮島線 楽々園駅下車

## 著名な出身者
- 西岡拓朗（1999年卒）（競輪選手）
- 田口麗斗（2011年卒）（プロ野球選手）